# Čeminac
Čeminac (Hongaars: Laskafalu; Duits: Laschkafeld; Servisch: Чеминац) is een gemeente in de Kroatische provincie Osijek-Baranja.
Čeminac telt 2856 inwoners. De oppervlakte bedraagt 72 km², de bevolkingsdichtheid is 39,7 inwoners per km².
De gemeente bestaat uit de volgende dorpen:
- Čeminac (Laskafalu, Laschkafeld)
- Grabovac (Albertfalu, Albertsdorf)
- Kozarac (Keskend )
- Mitrovac (Mitvárpuszta)
- Novi Čeminac (Újlaskafalu)

## Bevolkingssamenstelling
Volgens de volkstelling van 2011 was de samenstelling als volgt:
- 88,24% Kroaten
- 5,91% Serven
- 3,09% Hongaren
- 0,93% Duitsers

Steden (gradovi): Osijek · Beli Manastir · Belišće · Donji Miholjac · Đakovo · Našice · Valpovo

Gemeenten (općine): Antunovac · Bilje · Bizovac · Čeminac · Čepin · Darda · Donja Motičina · Draž · Drenje · Đurđenovac · Erdut · Ernestinovo · Feričanci · Gorjani · Jagodnjak · Kneževi Vinogradi · Koška · Levanjska Varoš · Magadenovac · Marijanci · Petlovac · Petrijevci · Podgorač · Podravska Moslavina · Popovac · Punitovci · Satnica Đakovačka · Semeljci · Strizivojna · Šodolovci · Trnava · Viljevo · Viškovci · Vladislavci · Vuka